# غراهام إيرل
غراهام إيرل (بالإنجليزية: Graham Earl)‏ مواليد 26 أغسطس 1978 في لوتن، بيدفوردشير، إنجلترا، هو ملاكم محترف بريطاني يصنف ضمن فئة وزن الوسط.

## إحصائيات
خاض خلال مسيرته 32 نزالا، فاز في 26 وخسر في 6. فاز بالضربة القاضية في 12 نزالا.

## روابط خارجية
- غراهام إيرل على موقع بوكس ريك (الإنجليزية) (registration required)